# Federação Paulista de Futebol
La Federação Paulista de Futebol (Federazione calcistica paulista, abbreviata in FPF) è l'organo di governo del calcio nello Stato di San Paolo, in Brasile. Fu fondata il 22 aprile 1941, è affiliata alla Federazione calcistica del Brasile e gestisce i tornei dello Stato: Campeonato Paulista, Copa São Paulo de Juniores,  Copa Paulista de Futebol e Campeonato Paulista de Futebol Feminino.

## Membri fondatori
- Comercial FC (con sede a San Paolo, da non confondere con il Comercial FC di Ribeirão Preto)
- Corinthians
- Espanha (rinominata Jabaquara il 7 novembre 1942[2])
- Juventus
- Palestra Itália (rinominata Palmeiras il 13 settembre 1942[3])
- Portuguesa
- Portuguesa Santista
- Santos
- São Paulo
- São Paulo Railway (rinominato Nacional nel 1946[4])
- Ypiranga